# Zespół Szkół Ogólnokształcących i Mistrzostwa Sportowego w Szklarskiej Porębie

Logo ZSOiMS Szklarska Poręba

Zespół Szkół Ogólnokształcących i Mistrzostwa Sportowego w Szklarskiej Porębie (ZSOiMS Szklarska Poręba) – zespół szkół, w skład którego wchodzi:
- Liceum Ogólnokształcące z Oddziałami Mistrzostwa Sportowego im. Jana Izydora Sztaudyngera[1],
- Szkoła Podstawowa nr 5 z Oddziałami Mistrzostwa Sportowego im. Wlastimila Hofmana[2].

Instytucja podlegająca pod Starostwo Powiatowe w Jeleniej Górze oraz Urząd Miasta Szklarska Poręba. Dotowana przez Ministerstwo Sportu i Turystyki w ramach programu szkolenia młodzieży uzdolnionej ze środków Funduszu Rozwoju Kultury Fizycznej.
Uczniowie w klasach sportowych szkoleni są w: badmintonie, biathlonie, lekkiej atletyce, piłce nożnej, biegach narciarskich i narciarstwie alpejskim.

## Historia[3]
We wrześniu 1992 roku w wyniku porozumienia władz miejskich i wojewódzkich zostało przez kuratora jeleniogórskiego powołane Liceum Ogólnokształcące w Szklarskiej Porębie. Pierwsza klasa w dniu rozpoczęcia nauki - 1 września 1992 r. liczyła 33 osoby, a zajęcia odbywały się na bazie budynku Szkoły Podstawowej nr 5. Dyrektorem Szkoły został pan Zbigniew Misiuk - uczył matematyki i fizyki.
Większość przedmiotów uczyli nauczyciele pracujący jednocześnie w szkole podstawowej. Pierwsza klasa była dość liczna, ale w trakcie roku ubyło 7 osób.
W 1994 roku Szkoła została przeniesiona do wyremontowanego budynku przy ulicy 11 Listopada 2. Przy remoncie aktywny udział brali uczniowie.
W 1996 roku w maju do egzaminu dojrzałości przystąpili pierwsi abiturienci naszej Szkoły. W 1997 roku na bazie Liceum powstała Szkoła Mistrzostwa Sportowego w Biathlonie.
We wrześniu 1999 roku w związku z reformą oświaty powstał Zespół Szkół Ogólnokształcących, w skład którego oprócz Liceum i Szkoły Mistrzostwa Sportowego weszło Gimnazjum. Pierwszy rok Zespół funkcjonował w dwóch budynkach - Gimnazjum przy ul. Obrońców Pokoju 17, a Liceum przy ul. 11 Listopada 2. Pełna nazwa - Zespół Szkół Ogólnokształcących i Szkoła Mistrzostwa Sportowego w Biathlonie w Szklarskiej Porębie.
Od września 2000 roku Szkoła zaczyna funkcjonować w całości w budynku przy ul. Obrońców Pokoju 17. Liceum wraca do budynku, w którym zaczynało swoje istnienie.
Rok szkolny 2005/2006 - od września w Zespole Szkół funkcjonuje Gimnazjum Mistrzostwa Sportowego. Klasa I i II to klasy ogólnosportowe, natomiast klasa III specjalizuje się w biathlonie.
Rok szkolny 2007/2008 - od września zespół szkół zmienia nazwę na Zespół Szkół Ogólnokształcących i Mistrzostwa Sportowego im. Jana Izydora Sztaudyngera w Szklarskiej Porębie. Oferta sportowa poszerzyła się o narciarstwo.
Rok szkolny 2009/2010  i 2010/2011 - realizowany jest w szkole projekt zajęć pozalekcyjnych "Rozwiń skrzydła"  współfinansowany przez Unię Europejską w ramach środków Europejskiego Funduszu Społecznego. Główne hasło: "Człowiek - najlepsza inwestycja".
Rok szkolny 2012/2013 - od września oferta sportowa Szkoły poszerzyła się o badminton. W tym roku obchodzony jest jubileusz 20 lecia powstania Liceum Ogólnokształcącego.
Rok szkolny 2015/2016 - od tego roku oferta sportowa Szkoły poszerzyła się o dyscypliny lekkoatletyczne - biegi średnie.
W roku 2017 obchodzone jest 20 lecie Szkoły Mistrzostwa Sportowego.
Z związku z reformą oświaty od września 2017 roku w Szkole funkcjonuje Szkoła Podstawowa nr 2 z oddziałami mistrzostwa sportowego z klasami VI-VIII.
W roku szkolnym 2019/2020 oferta sportowa szkoły podstawowej poszerzyła się o szóstą dyscyplinę - piłkę nożną. W Zespole Szkół funkcjonuje Szkoła Podstawowa nr 5 zamiast SP nr 2.

## Olimpijczycy SMS-u[3]

### Igrzyska olimpijskie
- Sylwia Bogacka (strzelectwo sportowe) - Ateny 2004, Pekin 2008, Londyn 2012, Rio de Janeiro 2016
- Magdalena Wielechowska (Nykiel) (biathlon) - Turyn 2006
- Krzysztof Pływaczyk (biathlon) - Turyn 2006 i Sochi 2014
- Agnieszka Cyl (Grzybek) (biathlon) - Vancouver 2010

### Igrzyska olimpijskie młodzieży
- Konrad Badacz (biathlon) - Lozanna 2020
- Marcin Zawół (biathlon) - Lozanna 2020
- Michał Szulczyński (biathlon) - Gangwon 2024

## Dyrektorzy
- 1992-2000: mgr Zbigniew Misiuk
- 2001: mgr Anna Ostrowska
- 2001-teraz: mgr Beata Szehidewicz